# Токуґава Іємоті
Токуґава Іємоті (яп. 徳川 家茂, 17 липня 1846 — 29 серпня 1866) — 14-й сьоґун сьоґунату Едо. Правив у 1858—1866.

## Життєпис
Другий син Токуґави Наріюкі, даймьо Вакаяма=хана, і сина Токуґави Ієнарі, 11-го сьоґуна сьоґунату Едо. При народженні отримав ім'я Кікутійо. У 1847 році був усиновлений як спадкоємець даймьо Токуґава Нарікацу і став його наступником 1850 року, з 1851 року прийняв ім'я Токуґава Йосітомі.
У 1858 році обраний наступником 13-го сьогуна Токуґава Ієсада. Вибір Йосітомі не оминув конфліктів, оскільки були ті, хто підтримував обрання на посаду сьогуна Токуґава Йосінобу або Мацудайра Наріта. Після здобуття влади змінив ім'я на Іємоті. Невдовзі за цим розпочав репресії проти очільників опозиції в бакуфу та прихильників інших претендентів на посаду сьогуна, які тривали до 1860 року.
Водночас бакуфу й далі укладала нерівні договори з європейцями: 1858 року — з Нідерландами, Російською імперією (Едоський договір), Великою Британією і Францією, що зрештою дістали загальну назву договори Ансей. 1861 року укладено подібний договір з королівством Пруссія.
Токуґава Іємоті взяв курс на співпрацю з імператором Нінко, оженившись 1862 року на його доньці. У 1863 році сьогун вперше з XVII століття відвідав Кіото, де перебував імператорський двір. Але 1866 року помер внаслідок хвороби бері-бері. Його наступником став Токуґава Йосінобу.